# 王泰升
王泰升（Tay-sheng Wang，1960年—），出生於台南市，台灣法律史學家，美國西雅圖華盛頓大學法學博士。曾任中華民國陸軍義務役軍法官、第一聯合法律事務所律師、聯鼎法律事務所律師、國立臺灣大學法律學系講師、副教授、教授、科際整合法律學研究所所長兼法律學院副院長、北海道大學大學院法學研究科高等法政教育研究中心研究員、國立政治大學歷史學系兼任教授、國立臺北大學法律學系兼任教授、國立師範大學臺灣史研究所兼任教授、國立臺灣大學出版中心主任、台灣法律史學會理事長、台灣制度與經濟史學會理事長。曾於美國哈佛大學、西雅圖華盛頓大學、日本早稻田大學、新加坡大學、日本東京大學等校法學部門為訪問學者。
現為臺大講座教授（2014年至今）及終身職特聘教授（2006年至今）、中央研究院臺灣史研究所合聘研究員（2002年至今）、法律學研究所合聘研究員（2005年至今）。
研究議題以台灣法律的現代化、法學史、憲法史、司法史、民法史為主。

## 學歷
- 國立臺灣大學法律學系學士（1982）
- 國立中興大學（今國立臺北大學）法律學研究所碩士（1988）
- 西雅圖華盛頓大學法學院碩士（1990）
- 西雅圖華盛頓大學法學院博士（1992）

## 著作
- 《從所有與經營分離論公開發行公司法制》（台北：蔚理出版社，1989）
- 《台灣日治時期的法律改革》（台北：聯經，1999；修訂二版，2014）

［日譯本］後藤武秀、宮畑加奈子譯，《日本統治時期台湾の法改革》（東京：東洋大学アジア文化研究所，2010）
- 《台灣法律史概論》（台北：元照，2001 ；二版，2004；三版，2009；四版，2012；五版 2017；修訂六版，2020）
- 《國立臺灣大學法律學院院史（1928-2000）》（台北：國立臺灣大學法律學院，2002）
- 《台灣法的斷裂與連續》（台北：元照，2002）
- 《台灣法的世紀變革》（台北：元照，2005）
- 《台灣法律史的建立》（台北：作者自刊，2006）
- 《臺灣檢察史：制度變遷史與運作實況》（台北：法務部，2008）
- 《具有歷史思維的法學： 結合臺灣法律社會史與法律論證》（台北：作者自刊，元照總經銷，2010）
- 王泰升著，鈴木賢、松田恵美子、西英昭、黃詩淳、陳宛妤、松井直之、阿部由理香譯，《台湾法における日本的要素》（台北：臺大出版中心，2014）
- Tay-sheng Wang, Legal Reform in Taiwan under Japanese Colonial Rule (1895-1945): The Reception of Western Law, University of Washington Press, 2015.
- 《臺灣法律現代化歷程：從「內地延長」到「自主繼受」》（台北：中央研究院臺灣史研究所、臺大出版中心，2015）
- 《去法院相告：日治台灣司法正義觀的轉型》（台北：臺大出版中心，2017）

## 榮譽
- 宏碁企業龍騰論文獎（經營管理類，1988）
- 澳大利亞墨爾本大學亞洲青年學者獎學金（1996）
- 交流協會日台交流中心歷史研究獎學金（1999）
- 國立臺灣大學教學傑出獎（2000）
- 美國傅爾布萊特獎學金（2001）
- 行政院國科會傑出研究獎（三次，2001, 2010, 2013）
- 國史館台灣文獻館第一屆傑出台灣文獻獎（傑出文獻研究類，2002）
- 教育部第四十八屆學術獎（人文及社會科學類，2005）
- 國立臺灣大學遴選為十二位經師與人師之一（2005）
- 國科會/科技部社會科學研究中心/人社中心專書及論文集/專書出版補助（2005、2018）
- 國立臺灣大學優良導師獎（2009）
- 西雅圖華盛頓大學法學院傑出校友終身成就獎（2013）
- 國立臺灣大學法律學院教學優良獎（2015、2018）
- 國立臺灣大學教學優良獎（2016-2017、2019）
- 中央研究院人文及社會科學學術性專書獎（2018）
- 教育部第二十三、二十七屆國家講座主持人獎（2020、2024）

## 外部連結
- 泰升的法律史研究 （页面存档备份，存于）